# Liga Campionilor 2000-2001
Liga Campionilor UEFA sezonul 2000-2001 a fost cea de a 46-a editie a Ligii Campionilor UEFA.

## Turul 1 preliminar
| Echipa 1                | Scor gen. | Echipa 2             | Tur | Retur    |
| ----------------------- | --------- | -------------------- | --- | -------- |
| Birkirkara              | 2-6       | KR Reykjavík         | 1-2 | 1-4      |
| F91 Dudelange           | 0-6       | Levski Sofia         | 0-4 | 0-2      |
| Haka                    | (a)2-2    | Linfield             | 1-0 | 1-2      |
| KÍ Klaksvík             | 0-5       | Steaua Roșie Belgrad | 0-3 | 0-2      |
| Total Network Solutions | 2-6       | Levadia Tallinn      | 2-2 | 0-4      |
| Shirak                  | 2-3       | BATE Borisov         | 1-1 | 1-2      |
| Skonto                  | 3-5       | Shamkir              | 2-1 | 1-4(aet) |
| Sloga Jugomagnat        | 1-2       | Shelbourne           | 0-1 | 1-1      |
| KF Tirana               | 4-6       | Zimbru Chișinău      | 2-3 | 2-3      |
| FBK Kaunas              | 4-3       | NK Brotnjo           | 4-0 | 0-3      |

## Turul 2 preliminar
| Echipa 1             | Scor gen. | Echipa 2             | Tur | Retur    |
| -------------------- | --------- | -------------------- | --- | -------- |
| Anderlecht           | 4-2       | Anorthosis Famagusta | 4-2 | 0-0      |
| Beșiktaș             | 2-1       | Levski Sofia         | 1-0 | 1-1      |
| Brøndby              | 3-1       | KR Reykjavík         | 3-1 | 0-0      |
| Dinamo București     | 4-7       | Polonia Varșovia     | 3-4 | 1-3      |
| Rangers              | 4-1       | FBK Kaunas           | 4-1 | 0-0      |
| Haka                 | 0-1       | Inter Bratislava     | 0-0 | 0-1(aet) |
| Helsingborg          | 3-0       | BATE                 | 0-0 | 3-0      |
| Steaua Roșie Belgrad | 4-2       | Torpedo Kutaisi      | 4-0 | 0-2      |
| Șahtar Donețk        | 9-2       | Levadia              | 4-1 | 5-1      |
| Slavia Praga         | 5-1       | Shamkir              | 1-0 | 4-1      |
| Shelbourne           | 2-4       | Rosenborg            | 1-3 | 1-1      |
| Sturm Graz           | 5-1       | Hapoel Tel Aviv      | 3-0 | 2-1      |
| Zimbru Chișinău      | 2-1       | Maribor              | 2-0 | 0-1      |
| Hajduk Split         | 2-4       | Dunaferr             | 0-2 | 2-2      |

## Turul 3 preliminar
| Echipa 1         | Scor gen. | Echipa 2             | Tur | Retur    |
| ---------------- | --------- | -------------------- | --- | -------- |
| Tirol Innsbruck  | 1-4       | Valencia             | 0-0 | 1-4      |
| Zimbru Chișinău  | 0-2       | Sparta Praga         | 0-1 | 0-1      |
| Brøndby          | 0-2       | Hamburg              | 0-2 | 0-0      |
| Helsingborg      | 1-0       | Internazionale       | 1-0 | 0-0      |
| Beșiktaș         | 6-1       | Lokomotiv Moscova    | 3-0 | 3-1      |
| Inter Bratislava | 2-4       | Lyon                 | 1-2 | 1-2      |
| Anderlecht       | 1-0       | Porto                | 1-0 | 0-0      |
| Herfølge         | 0-6       | Rangers              | 0-3 | 0-3      |
| Dynamo Kyiv      | (a)1-1    | Steaua Roșie Belgrad | 0-0 | 1-1      |
| Polonia Varșovia | 3-4       | Panathinaikos        | 2-2 | 1-2      |
| Leeds United     | 3-1       | 1860 München         | 2-1 | 1-0      |
| Sturm Graz       | 3-2       | Feyenoord            | 2-1 | 1-1      |
| Dunaferr         | 3-4       | Rosenborg            | 2-2 | 1-2      |
| St. Gallen       | 3-4       | Galatasaray          | 1-2 | 2-2      |
| Milan            | 6-1       | Dinamo Zagreb        | 3-1 | 3-0      |
| Șahtar Donețk    | 2-1       | Slavia Praga         | 0-1 | 2-0(aet) |

## Grupa A
| Team         | Pld | W | D | L | GF | GA | GD  | Pts |
| ------------ | --- | - | - | - | -- | -- | --- | --- |
| Real Madrid  | 6   | 4 | 1 | 1 | 15 | 8  | +7  | 13  |
| Spartak Mos. | 6   | 4 | 0 | 2 | 9  | 3  | +6  | 12  |
| Leverkusen   | 6   | 2 | 1 | 3 | 9  | 12 | -3  | 7   |
| Sporting     | 6   | 0 | 2 | 4 | 5  | 15 | -10 | 2   |

| Matchday One     |     |                  |
| Spartak Moscova  | 2–0 | Bayer Leverkusen |
| Sporting CP      | 2–2 | Real Madrid      |
| Matchday Two     |     |                  |
| Bayer Leverkusen | 3–2 | Sporting CP      |
| Real Madrid      | 1–0 | Spartak Moscova  |
| Matchday Three   |     |                  |
| Bayer Leverkusen | 2–3 | Real Madrid      |
| Spartak Moscova  | 3–1 | Sporting CP      |
| Matchday Four    |     |                  |
| Real Madrid      | 5–3 | Bayer Leverkusen |
| Sporting CP      | 0–3 | Spartak Moscova  |
| Matchday Five    |     |                  |
| Bayer Leverkusen | 1–0 | Spartak Moscova  |
| Real Madrid      | 4–0 | Sporting CP      |
| Matchday Six     |     |                  |
| Sporting CP      | 0–0 | Bayer Leverkusen |
| Spartak Moscova  | 1–0 | Real Madrid      |

## Grupa B
| Team            | Pld | W | D | L | GF | GA | GD | Pts |
| --------------- | --- | - | - | - | -- | -- | -- | --- |
| Arsenal         | 6   | 4 | 1 | 1 | 11 | 8  | +3 | 13  |
| Lazio           | 6   | 4 | 1 | 1 | 13 | 4  | +9 | 13  |
| Șahtior Donețsk | 6   | 2 | 0 | 4 | 10 | 15 | -5 | 6   |
| Sparta Praga    | 6   | 1 | 0 | 5 | 6  | 13 | -7 | 3   |

| Matchday One   |     |               |
| Sparta Praga   | 0–1 | Arsenal       |
| Șahtar Donețk  | 0–3 | Lazio         |
| Matchday Two   |     |               |
| Arsenal        | 3–2 | Șahtar Donețk |
| Lazio          | 3–0 | Sparta Praga  |
| Matchday Three |     |               |
| Arsenal        | 2–0 | Lazio         |
| Sparta Praga   | 3–2 | Șahtar Donețk |
| Matchday Four  |     |               |
| Lazio          | 1–1 | Arsenal       |
| Șahtar Donețk  | 2–1 | Sparta Praga  |
| Matchday Five  |     |               |
| Arsenal        | 4–2 | Sparta Praga  |
| Lazio          | 5–1 | Șahtar Donețk |
| Matchday Six   |     |               |
| Șahtar Donețk  | 3–0 | Arsenal       |
| Sparta Praga   | 0–1 | Lazio         |

## Grupa C
| Team       | Pld | W | D | L | GF | GA | GD | Pts |
| ---------- | --- | - | - | - | -- | -- | -- | --- |
| Valencia   | 6   | 4 | 1 | 1 | 7  | 4  | +3 | 13  |
| Lyon       | 6   | 3 | 0 | 3 | 8  | 6  | +2 | 9   |
| Olympiacos | 6   | 3 | 0 | 3 | 6  | 5  | +1 | 9   |
| Heerenveen | 6   | 1 | 1 | 4 | 3  | 9  | -6 | 4   |

| Matchday One   |     |            |
| Valencia       | 2–1 | Olympiacos |
| Lyon           | 3–1 | Heerenveen |
| Matchday Two   |     |            |
| Olympiacos     | 2–1 | Lyon       |
| Heerenveen     | 0–1 | Valencia   |
| Matchday Three |     |            |
| Valencia       | 1–0 | Lyon       |
| Olympiacos     | 2–0 | Heerenveen |
| Matchday Four  |     |            |
| Lyon           | 1–2 | Valencia   |
| Heerenveen     | 1–0 | Olympiacos |
| Matchday Five  |     |            |
| Olympiacos     | 1–0 | Valencia   |
| Heerenveen     | 0–2 | Lyon       |
| Matchday Six   |     |            |
| Lyon           | 1–0 | Olympiacos |
| Valencia       | 1–1 | Heerenveen |

## Grupa D
| Team        | Pld | W | D | L | GF | GA | GD | Pts |
| ----------- | --- | - | - | - | -- | -- | -- | --- |
| Sturm Graz  | 6   | 3 | 1 | 2 | 9  | 12 | -3 | 10  |
| Galatasaray | 6   | 2 | 2 | 2 | 10 | 13 | -3 | 8   |
| Rangers     | 6   | 2 | 2 | 2 | 10 | 7  | +3 | 8   |
| Monaco      | 6   | 2 | 1 | 3 | 13 | 10 | +3 | 7   |

| Matchday One   |     |             |
| Galatasaray    | 3–2 | Monaco      |
| Rangers        | 5–0 | Sturm Graz  |
| Matchday Two   |     |             |
| Monaco         | 0–1 | Rangers     |
| Sturm Graz     | 3–0 | Galatasaray |
| Matchday Three |     |             |
| Galatasaray    | 3–2 | Rangers     |
| Monaco         | 5–0 | Sturm Graz  |
| Matchday Four  |     |             |
| Rangers        | 0–0 | Galatasaray |
| Sturm Graz     | 2–0 | Monaco      |
| Matchday Five  |     |             |
| Monaco         | 4–2 | Galatasaray |
| Sturm Graz     | 2–0 | Rangers     |
| Matchday Six   |     |             |
| Rangers        | 2–2 | Monaco      |
| Galatasaray    | 2–2 | Sturm Graz  |

## Grupa E
| Team          | Pld | W | D | L | GF | GA | GD | Pts |
| ------------- | --- | - | - | - | -- | -- | -- | --- |
| La Coruña     | 6   | 2 | 4 | 0 | 6  | 4  | +2 | 10  |
| Panathinaikos | 6   | 2 | 2 | 2 | 6  | 5  | +1 | 8   |
| Hamburg       | 6   | 1 | 3 | 2 | 9  | 9  | 0  | 6   |
| Juventus      | 6   | 1 | 3 | 2 | 9  | 12 | -3 | 6   |

| Matchday One        |     |                     |
| Hamburg             | 4–4 | Juventus            |
| Panathinaikos       | 1–1 | Deportivo La Coruña |
| Matchday Two        |     |                     |
| Juventus            | 2–1 | Panathinaikos       |
| Deportivo La Coruña | 2–1 | Hamburg             |
| Matchday Three      |     |                     |
| Juventus            | 0–0 | Deportivo La Coruña |
| Hamburg             | 0–1 | Panathinaikos       |
| Matchday Four       |     |                     |
| Deportivo La Coruña | 1–1 | Juventus            |
| Panathinaikos       | 0–0 | Hamburg             |
| Matchday Five       |     |                     |
| Juventus            | 1–3 | Hamburg             |
| Deportivo La Coruña | 1–0 | Panathinaikos       |
| Matchday Six        |     |                     |
| Panathinaikos       | 3–1 | Juventus            |
| Hamburg             | 1–1 | Deportivo La Coruña |

## Grupa F
| Team         | Pld | W | D | L | GF | GA | GD | Pts |
| ------------ | --- | - | - | - | -- | -- | -- | --- |
| Bayern       | 6   | 3 | 2 | 1 | 9  | 4  | +5 | 11  |
| PSG          | 6   | 3 | 1 | 2 | 14 | 9  | +5 | 10  |
| Rosenborg    | 6   | 2 | 1 | 3 | 13 | 15 | -2 | 7   |
| Helsingborgs | 6   | 1 | 2 | 3 | 6  | 14 | -8 | 5   |

| Matchday One        |     |                     |
| Rosenborg           | 3–1 | Paris Saint-Germain |
| Helsingborg         | 1–3 | Bayern München      |
| Matchday Two        |     |                     |
| Paris Saint-Germain | 4–1 | Helsingborg         |
| Bayern München      | 3–1 | Rosenborg           |
| Matchday Three      |     |                     |
| Paris Saint-Germain | 1–0 | Bayern München      |
| Rosenborg           | 6–1 | Helsingborg         |
| Matchday Four       |     |                     |
| Bayern München      | 2–0 | Paris Saint-Germain |
| Helsingborg         | 2–0 | Rosenborg           |
| Matchday Five       |     |                     |
| Paris Saint-Germain | 7–2 | Rosenborg           |
| Bayern München      | 0–0 | Helsingborg         |
| Matchday Six        |     |                     |
| Helsingborg         | 1–1 | Paris Saint-Germain |
| Rosenborg           | 1–1 | Bayern München      |

## Grupa G
| Team              | Pld | W | D | L | GF | GA | GD | Pts |
| ----------------- | --- | - | - | - | -- | -- | -- | --- |
| Anderlecht        | 6   | 4 | 0 | 2 | 11 | 14 | -3 | 12  |
| Manchester United | 6   | 3 | 1 | 2 | 11 | 7  | +4 | 10  |
| PSV               | 6   | 3 | 0 | 3 | 9  | 9  | 0  | 9   |
| Dinamo Kiev       | 6   | 1 | 1 | 4 | 7  | 8  | -1 | 4   |

| Matchday One      |     |                   |
| PSV               | 2–1 | Dynamo Kyiv       |
| Manchester United | 5–1 | Anderlecht        |
| Matchday Two      |     |                   |
| Dynamo Kyiv       | 0–0 | Manchester United |
| Anderlecht        | 1–0 | PSV               |
| Matchday Three    |     |                   |
| Dynamo Kyiv       | 4–0 | Anderlecht        |
| PSV               | 3–1 | Manchester United |
| Matchday Four     |     |                   |
| Anderlecht        | 4–2 | Dynamo Kyiv       |
| Manchester United | 3–1 | PSV               |
| Matchday Five     |     |                   |
| Dynamo Kyiv       | 0–1 | PSV               |
| Anderlecht        | 2–1 | Manchester United |
| Matchday Six      |     |                   |
| Manchester United | 1–0 | Dynamo Kyiv       |
| PSV               | 2–3 | Anderlecht        |

## Grupa H
| Team         | Pld | W | D | L | GF | GA | GD  | Pts |
| ------------ | --- | - | - | - | -- | -- | --- | --- |
| Milan        | 6   | 3 | 2 | 1 | 12 | 6  | +6  | 11  |
| Leeds United | 6   | 2 | 3 | 1 | 9  | 6  | +3  | 9   |
| Barcelona    | 6   | 2 | 2 | 2 | 13 | 9  | +4  | 8   |
| Beșiktaș     | 6   | 1 | 1 | 4 | 4  | 17 | -13 | 4   |

| Matchday One   |     |              |
| Barcelona      | 4–0 | Leeds United |
| Milan          | 4–1 | Beșiktaș     |
| Matchday Two   |     |              |
| Leeds United   | 1–0 | Milan        |
| Beșiktaș       | 3–0 | Barcelona    |
| Matchday Three |     |              |
| Leeds United   | 6–0 | Beșiktaș     |
| Barcelona      | 0–2 | Milan        |
| Matchday Four  |     |              |
| Beșiktaș       | 0–0 | Leeds United |
| Milan          | 3–3 | Barcelona    |
| Matchday Five  |     |              |
| Leeds United   | 1–1 | Barcelona    |
| Beșiktaș       | 0–2 | Milan        |
| Matchday Six   |     |              |
| Milan          | 1–1 | Leeds United |
| Barcelona      | 5–0 | Beșiktaș     |

## Fazele eliminatorii
| Key to colours in group tables                                                            |
| ----------------------------------------------------------------------------------------- |
| Teams that progressed to the Quarter-finals are indicated in bold type                    |
| Teams eliminated from European competitions for the season are indicated in plain italics |

### Group A
| Team              | Pld | W | D | L | GF | GA | GD | Pts |
| ----------------- | --- | - | - | - | -- | -- | -- | --- |
| Valencia          | 6   | 3 | 3 | 0 | 10 | 2  | +8 | 12  |
| Manchester United | 6   | 3 | 3 | 0 | 10 | 3  | +7 | 12  |
| Sturm Graz        | 6   | 2 | 0 | 4 | 4  | 13 | -9 | 6   |
| Panathinaikos     | 6   | 0 | 2 | 4 | 4  | 10 | -6 | 2   |

| Matchday One      |     |                   |
| Valencia          | 2–0 | Sturm Graz        |
| Manchester United | 3–1 | Panathinaikos     |
| Matchday Two      |     |                   |
| Panathinaikos     | 0–0 | Valencia          |
| Sturm Graz        | 0–2 | Manchester United |
| Matchday Three    |     |                   |
| Sturm Graz        | 2–0 | Panathinaikos     |
| Valencia          | 0–0 | Manchester United |
| Matchday Four     |     |                   |
| Panathinaikos     | 1–2 | Sturm Graz        |
| Manchester United | 1–1 | Valencia          |
| Matchday Five     |     |                   |
| Sturm Graz        | 0–5 | Valencia          |
| Panathinaikos     | 1–1 | Manchester United |
| Matchday Six      |     |                   |
| Valencia          | 2–1 | Panathinaikos     |
| Manchester United | 3–0 | Sturm Graz        |

### Group B
| Team        | Pld | W | D | L | GF | GA | GD | Pts |
| ----------- | --- | - | - | - | -- | -- | -- | --- |
| La Coruña   | 6   | 3 | 1 | 2 | 10 | 7  | +3 | 10  |
| Galatasaray | 6   | 3 | 1 | 2 | 6  | 6  | 0  | 10  |
| Milan       | 6   | 1 | 4 | 1 | 6  | 7  | -1 | 7   |
| PSG         | 6   | 1 | 2 | 3 | 8  | 10 | -2 | 5   |

| Matchday One        |     |                     |
| Milan               | 2–2 | Galatasaray         |
| Paris Saint-Germain | 1–3 | Deportivo La Coruña |
| Matchday Two        |     |                     |
| Deportivo La Coruña | 0–1 | Milan               |
| Galatasaray         | 1–0 | Paris Saint-Germain |
| Matchday Three      |     |                     |
| Galatasaray         | 1–0 | Deportivo La Coruña |
| Milan               | 1–1 | Paris Saint-Germain |
| Matchday Four       |     |                     |
| Deportivo La Coruña | 2–0 | Galatasaray         |
| Paris Saint-Germain | 1–1 | Milan               |
| Matchday Five       |     |                     |
| Galatasaray         | 2–0 | Milan               |
| Deportivo La Coruña | 4–3 | Paris Saint-Germain |
| Matchday Six        |     |                     |
| Milan               | 1–1 | Deportivo La Coruña |
| Paris Saint-Germain | 2–0 | Galatasaray         |

### Group C
| Team         | Pld | W | D | L | GF | GA | GD | Pts |
| ------------ | --- | - | - | - | -- | -- | -- | --- |
| Bayern       | 6   | 4 | 1 | 1 | 8  | 5  | +3 | 13  |
| Arsenal      | 6   | 2 | 2 | 2 | 6  | 8  | -2 | 8   |
| Lyon         | 6   | 2 | 2 | 2 | 8  | 4  | +4 | 8   |
| Spartak Mos. | 6   | 1 | 1 | 4 | 5  | 10 | -5 | 4   |

| Matchday One    |     |                 |
| Bayern München  | 1–0 | Lyon            |
| Spartak Moscova | 4–1 | Arsenal         |
| Matchday Two    |     |                 |
| Arsenal         | 2–2 | Bayern München  |
| Lyon            | 3–0 | Spartak Moscova |
| Matchday Three  |     |                 |
| Lyon            | 0–1 | Arsenal         |
| Bayern München  | 1–0 | Spartak Moscova |
| Matchday Four   |     |                 |
| Arsenal         | 1–1 | Lyon            |
| Spartak Moscova | 0–3 | Bayern München  |
| Matchday Five   |     |                 |
| Lyon            | 3–0 | Bayern München  |
| Arsenal         | 1–0 | Spartak Moscova |
| Matchday Six    |     |                 |
| Bayern München  | 1–0 | Arsenal         |
| Spartak Moscova | 1–1 | Lyon            |

### Group D
| Team         | Pld | W | D | L | GF | GA | GD | Pts |
| ------------ | --- | - | - | - | -- | -- | -- | --- |
| Real Madrid  | 6   | 4 | 1 | 1 | 14 | 9  | +5 | 13  |
| Leeds United | 6   | 3 | 1 | 2 | 12 | 10 | +2 | 10  |
| Anderlecht   | 6   | 2 | 0 | 4 | 7  | 12 | -5 | 6   |
| Lazio        | 6   | 1 | 2 | 3 | 9  | 11 | -2 | 5   |

| Matchday One   |     |              |
| Leeds United   | 0–2 | Real Madrid  |
| Anderlecht     | 1–0 | Lazio        |
| Matchday Two   |     |              |
| Lazio          | 0–1 | Leeds United |
| Real Madrid    | 4–1 | Anderlecht   |
| Matchday Three |     |              |
| Real Madrid    | 3–2 | Lazio        |
| Leeds United   | 2–1 | Anderlecht   |
| Matchday Four  |     |              |
| Lazio          | 2–2 | Real Madrid  |
| Anderlecht     | 1–4 | Leeds United |
| Matchday Five  |     |              |
| Real Madrid    | 3–2 | Leeds United |
| Lazio          | 2–1 | Anderlecht   |
| Matchday Six   |     |              |
| Leeds United   | 3–3 | Lazio        |
| Anderlecht     | 2–0 | Real Madrid  |

|  | Quarter-finals | Quarter-finals      | Quarter-finals | Quarter-finals | Quarter-finals |       |          | Semi-finals        | Semi-finals | Semi-finals | Semi-finals | Semi-finals |  |  | Final | Final | Final | Final | Final |  |
|  |                |                     |                |                |                |       |          |                    |             |             |             |             |  |  |       |       |       |       |       |  |
|  | Turcia         | Galatasaray         | 3              | 0              | 3              |       |          |                    |             |             |             |             |  |  |       |       |       |       |       |  |
|  | Turcia         | Galatasaray         | 3              | 0              | 3              |       |          |                    |             |             |             |             |  |  |       |       |       |       |       |  |
|  | Spania         | Real Madrid         | 2              | 3              | 5              |       |          |                    |             |             |             |             |  |  |       |       |       |       |       |  |
|  | Spania         | Real Madrid         | 2              | 3              | 5              |       | Spania   | Real Madrid        | 0           | 1           | 1           |             |  |  |       |       |       |       |       |  |
|  |                |                     |                |                |                |       | Spania   | Real Madrid        | 0           | 1           | 1           |             |  |  |       |       |       |       |       |  |
|  |                |                     | Germania       | Bayern München | 1              | 2     | 3        |                    |             |             |             |             |  |  |       |       |       |       |       |  |
|  | Anglia         | Manchester United   | Germania       | Bayern München | 1              | 2     | 3        | 0                  | 1           | 1           |             |             |  |  |       |       |       |       |       |  |
|  | Anglia         | Manchester United   |                |                |                |       |          |                    |             | 1           |             |             |  |  |       |       |       |       |       |  |
|  | Germania       | Bayern München      | 1              | 2              | 3              |       |          |                    |             |             |             |             |  |  |       |       |       |       |       |  |
|  | Germania       | Bayern München      | 1              | 2              | 3              |       | Germania | Bayern München (p) | -           | 1 (5)       | 1 (5)       |             |  |  |       |       |       |       |       |  |
|  |                |                     |                |                |                |       |          |                    |             |             |             |             |  |  |       |       |       |       |       |  |
|  |                |                     | Spania         | Valencia       | -              | 1 (4) | 1 (4)    |                    |             |             |             |             |  |  |       |       |       |       |       |  |
|  | Anglia         | Leeds United        | Spania         | Valencia       | -              | 1 (4) | 1 (4)    | 3                  | 0           | 3           |             |             |  |  |       |       |       |       |       |  |
|  | Anglia         | Leeds United        |                |                |                |       |          |                    |             | 3           |             |             |  |  |       |       |       |       |       |  |
|  | Spania         | Deportivo La Coruña | 0              | 2              | 2              |       |          |                    |             |             |             |             |  |  |       |       |       |       |       |  |
|  | Spania         | Deportivo La Coruña | 0              | 2              | 2              |       | Anglia   | Leeds United       | 0           | 0           | 0           |             |  |  |       |       |       |       |       |  |
|  |                |                     |                |                |                |       | Anglia   | Leeds United       | 0           | 0           | 0           |             |  |  |       |       |       |       |       |  |
|  |                |                     | Spania         | Valencia       | 0              | 3     | 3        |                    |             |             |             |             |  |  |       |       |       |       |       |  |
|  | Anglia         | Arsenal             | Spania         | Valencia       | 0              | 3     | 3        | 2                  | 0           | 2           |             |             |  |  |       |       |       |       |       |  |
|  | Anglia         | Arsenal             |                |                |                |       |          |                    |             | 2           |             |             |  |  |       |       |       |       |       |  |
|  | Spania         | Valencia (a)        | 1              | 1              | 2              |       |          |                    |             |             |             |             |  |  |       |       |       |       |       |  |

### Quarter-finals
| Echipa 1          | Scor gen. | Echipa 2            | Tur | Retur |
| ----------------- | --------- | ------------------- | --- | ----- |
| Leeds United      | 3-2       | Deportivo La Coruña | 3-0 | 0-2   |
| Arsenal           | 2-2(a)    | Valencia            | 2-1 | 0-1   |
| Galatasaray       | 3-5       | Real Madrid         | 3-2 | 0-3   |
| Manchester United | 1-3       | Bayern München      | 0-1 | 1-2   |

#### First leg
All times Central European Time (UTC+1)
| Galatasaray                              | 3 – 2  | Real Madrid               |
| ---------------------------------------- | ------ | ------------------------- |
| Ümit 48' (pen.) Hasan Șaș 65' Jardel 75' | Raport | Helguera 33' Makélélé 43' |

| Manchester United | 0 – 1  | Bayern München   |
| ----------------- | ------ | ---------------- |
|                   | Raport | Paulo Sérgio 86' |

| Leeds United                      | 3 – 0  | Deportivo La Coruña |
| --------------------------------- | ------ | ------------------- |
| Harte 26' Smith 51' Ferdinand 66' | Raport |                     |

| Arsenal               | 2 – 1  | Valencia  |
| --------------------- | ------ | --------- |
| Henry 58' Parlour 60' | Raport | Ayala 41' |

#### A doua rundă
Timpul în ora centrală europeană (UTC+1)
| Deportivo La Coruña             | 2 – 0  | Leeds United |
| ------------------------------- | ------ | ------------ |
| Djalminha 9' (pen.) Tristán 73' | Raport |              |

| Valencia  | 1 – 0  | Arsenal |
| --------- | ------ | ------- |
| Carew 76' | Raport |         |

| Real Madrid               | 3 – 0  | Galatasaray |
| ------------------------- | ------ | ----------- |
| Raúl 15' 37' Helguera 28' | Raport |             |

| Bayern München      | 2 – 1  | Manchester United |
| ------------------- | ------ | ----------------- |
| Élber 5' Scholl 39' | Raport | Giggs 49'         |

### Semi-finale
| Echipa 1     | Scor gen. | Echipa 2       | Tur | Retur |
| ------------ | --------- | -------------- | --- | ----- |
| Leeds United | 0-3       | Valencia       | 0-0 | 0-3   |
| Real Madrid  | 1-3       | Bayern München | 0-1 | 1-2   |

#### Prima rundă
Toate orele în Ora Europei Centrale (UTC+1)
| Real Madrid | 0 – 1  | Bayern München |
| ----------- | ------ | -------------- |
|             | Raport | Élber 54'      |

| Leeds United | 0 – 0  | Valencia |
| ------------ | ------ | -------- |
|              | Raport |          |

#### A doua rundă
Toate orele în Ora Europei Centrale (UTC+1)
| Valencia                     | 3 – 0  | Leeds United |
| ---------------------------- | ------ | ------------ |
| Sánchez 16' 47' Mendieta 52' | Raport |              |

| Bayern München        | 2 – 1  | Real Madrid |
| --------------------- | ------ | ----------- |
| Élber 8' Jeremies 34' | Raport | Figo 18'    |

### Finală
| Bayern München       | 1 – 1     | Valencia           |
| -------------------- | --------- | ------------------ |
| Effenberg 51' (pen.) | (Cronică) | Mendieta 3' (pen.) |

|                                                                                  |       | Penaltiuri                                                                 |  |
| Paulo Sérgio · Salihamidžić · Zickler · Andersson · Effenberg · Lizarazu · Linke | 5 – 4 | Mendieta · Carew · Zahovič · Carboni · Baraja · Kily González · Pellegrino |  |

| UEFA Champions League 2000–01 Câștigători |
| ----------------------------------------- |
| Germania                                  |
| FC Bayern München Al patrulea titlu       |